# Joola
Joola är ett tyskt företag som tillverkar bordtennisprodukter, som till exempel racketar, bollar och kläder.
Företaget är en av huvudsponsorerna till Rockstar Games presents tabletennis, Rockstar Games första spel till nya generationens spelkonsol Xbox 360.
Kända produkter (ett urval):
- Tröjor: Beagle (blå med röda, gula eller ljusblå ränder på axlarna), Linea
- Racket: Kool!, Joola K1-K5
- Skor: Touch, Step